# Statis Prusalis
Epanastatis Prusalis (16. listopadu 1948 Bulkes – 13. srpna 2016), známý jako Statis Prusalis, byl český zpěvák původem z Řecka. Byl znám jako mecenáš a vlastník zámku v Porubě.

## Život

### Dětství
Narodil se v Titově Jugoslávii matce, která emigrovala z Řecka kvůli Řecké občanské válce. Část dětství prožil v dětském domově v Karviné.

### Život v ČSSR
V šedesátých letech založil folk-rockovou kapelu Athény. Do revoluce se živil hudbou a po revoluci se netajil tím, že byl členem československých zpravodajských služeb. V Archivu bezpečnostních složek České republiky je veden jako agent Státní bezpečnosti s krycím jménem „Stratos“.

### Život po roce 1989
Z peněz vydělaných hraním a zpěvem koupil polorozbořený Porubský zámek. Po jeho zakoupení dostal příkaz k jeho zboření jako nebezpečné stavby. Po vyžádání třicetidenního odkladu se tak Statisovi podařilo zachránit jedinou kulturní památku v Porubě. Zpíval na sjezdech KSČM a stále aktivně vydával hudbu.